# دون بيتش
دون بيتش (بالإنجليزية: Don the Beachcomber)‏ هو عسكري أمريكي، ولد في 22 فبراير 1907 في مقاطعة لايمستون في الولايات المتحدة، وتوفي في 7 يونيو 1989 في هونولولو في الولايات المتحدة.